# Таврійський національний університет імені В. І. Вернадського
Таврійський національний університет імені В. І. Вернадського (крим. V. İ. Vernadskiy adında Tavriya Milliy Universiteti, англ. V. I. Vernadsky Taurida National University; у простій мові — Таврійський) — державний заклад вищої освіти України, тимчасово переміщений до Києва (місцевість Саперне поле, поряд ст. м. «Звіринецька»). За консолідованим рейтингом посідає 71-е місце станом на 2024 рік.
Спочатку заснований 1918 року як перший кримський університет західного типу (на відміну від ранніших медресе) в Сімферополі в розпал Громадянської війни на території Російській імперії. Протягом 1920–1921 рр. ректором університету був український учений Володимир Вернадський, який, проте, пішов з посади на знак протесту проти радянських реформ. Зрештою, заклад реорганізували в «народні інститути».
У 1999 році тодішній Кримський державний університет імені М. В. Фрунзе повернув історичну назву. Станом на 2013 рік Таврійський займав 28-е місце в консолідованому рейтингу університетів України, нараховуючи понад 15000 студентів денної і заочної форми навчання. Після окупації Криму Російською Федерацією Таврійський університет відновили у 2016 році на основі Академії муніципального управління.
У межах нової реформи Міністерство освіти і науки України планує реорганізувати Таврійський університет, приєднавши до Національного університету «Києво-Могилянська академія» як "окремий центр кримських студій", однак це питання відклали до 2025 року. Улітку 2025 року ГО «Червоний Губер» повідомила, що МОН розглядає приєднання Таврійського до Київського національного університету імені Тараса Шевченка. 

## Історія

### Заснування
Одним з ідейників Таврійського університету був підприємець та вчений Соломон Крим, який 15 серпня 1916 року виступив на зборах Таврійського губернського земства з докладом «про нагальність відкрити вищий навчальний заклад у Таврійській губернії». Проте вищу школу не було організовано за часів Російської імперії, а створено окремою Постановою Кримського Крайового Уряду № 23 від 3 вересня 1918 року «Про заснування Таврійського університету». Згодом, 5 вересня, затвердили статут, а через місяць, 14 жовтня, зчинили офіційне відкриття, про що повідомляли й українські газети, до прикладу «Нова Рада»: «Відбулось урочисто відкриття Таврійського університету в присутності краєвого правительства та вищих німецьких властей». Першим ректором став доктор медицини Роман Гельвіг (1918 — 1920).

### Радянський період

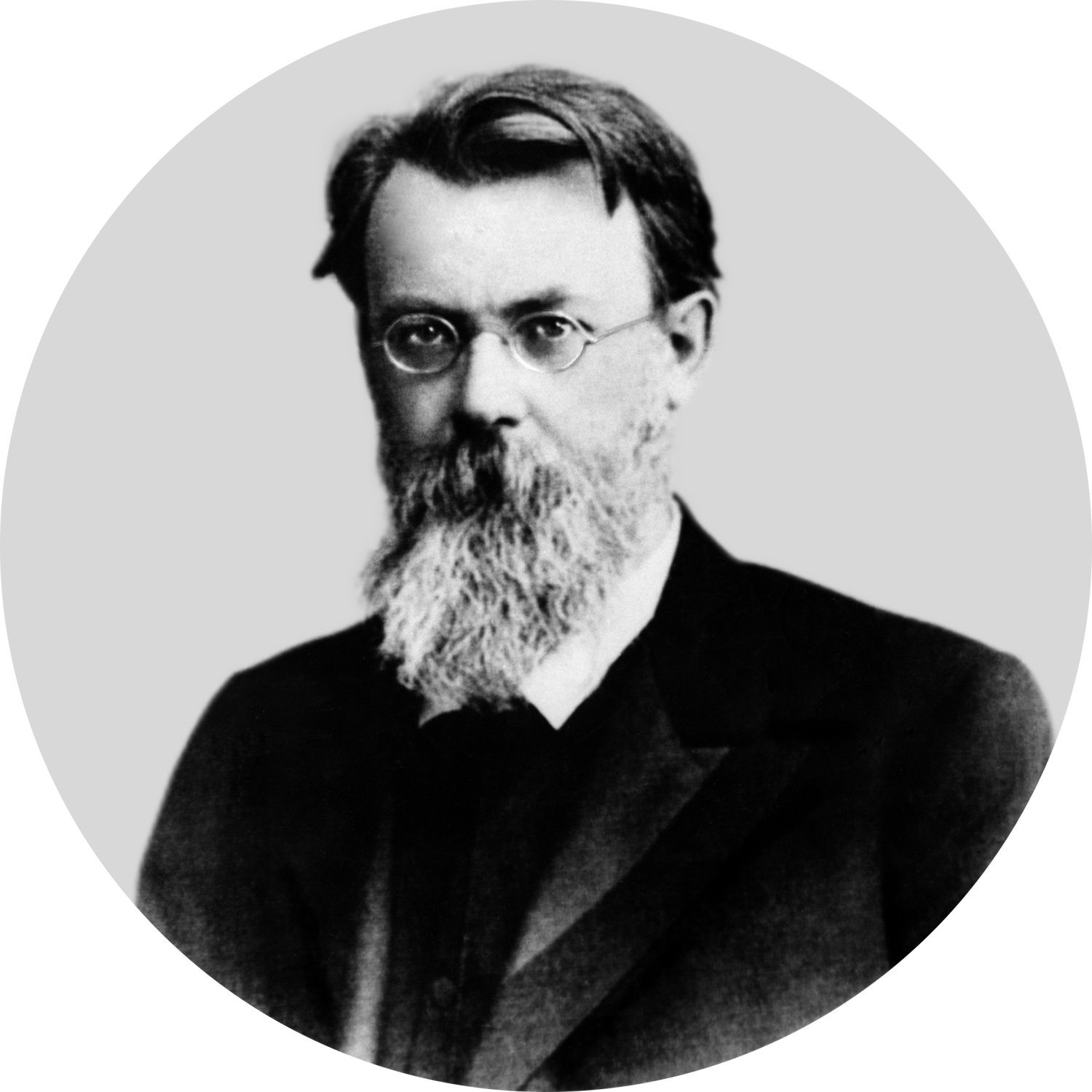
Портрет Володимира Вернадського (1911 р.) — українського науковця і другого ректора Таврійського університету.

Опісля смерті Романа Гельвіга університет очолює український учений-натураліст Володимир Вернадський, відмовившись від еміграції. У 1920-их остаточно утверджується радянська влада в Криму, яка реорганізовує заклад у Кримський університет імені М. В. Фрунзе, ліквідує деякі факультети, зменшує фінансування. Про ці події Володимир Вернадський розмірковував так:
«Я вважаю Таврійський університет єдиним вільним університетом на всій території Росії, оскільки в ньому повністю втілений принцип свободи й автономії, до якого завжди прагнули університети. Та політика, яку проводить до університетів радянська влада, — це позбавлення їхньої автономії та погибель для них».
У 1921 році В. Вернадський у протест покидає посаду ректора, його заміняє металург і хімік Олександр Байков. Незважаючи на нестабільність у країні, тоді в університеті працюють видатні вчені та дослідники, зокрема Володимир Обручев, Володимир Палладін, Борис Греков, Євген Павловський, Абрам Йоффе тощо.
У зв’язку з реформами освіти в 1920–1930-х роках на базі університету було створено три вищі навчальні заклади, серед яких Кримський державний педагогічний інститут (1925). І тільки в 1972 році інститут перетворено на Сімферопольський державний університет імені М. В. Фрунзе.

### Український період
На початку 90-их університет зберігав радянське найменування, однак Указом Президента України № 1073/99 від 26 серпня 1999 року повернуто історичну назву та призначено статус національного університету.

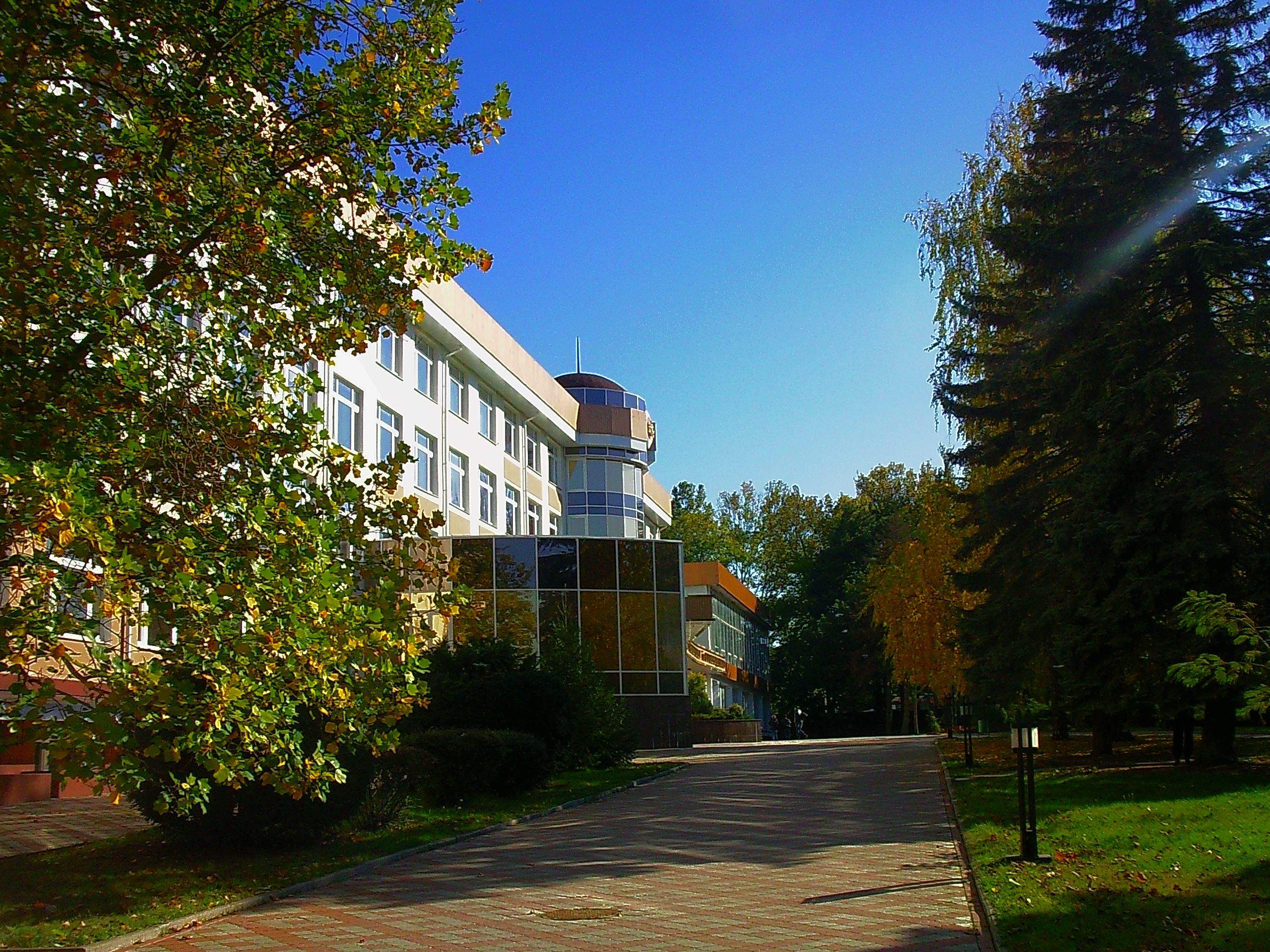
Головний корпус ТНУ імені В. І. Вернадського в Сімферополі (2011 р.)

23 квітня 2013 року, за участю голови Ради Міністрів та голови Верховної Ради АР Крим, Міністра освіти і науки України, біля входу до центрального корпусу Таврійського університету було відкрито пам'ятник Володимиру Вернадському, автором якого став заслужений художник України Сергій Нікітін. Тодішній ректор університету Микола Багров назвав відкриття пам'ятника «епохальною подією» та «відновленням історичної справедливості».
Станом на 2013 рік в університеті навчались понад 12000 студентів з України та світу, працювали 88 докторів і 303 кандидати наук, 6 академіків АН Криму, 60 професорів і 272 доценти. Заклад володів центром комп’ютерних технологій, зоологічним музеєм, науковою бібліотекою тощо, а в Севастополі функціонувала філія — економіко-гуманітарний інститут.
З окупацією Криму російська влада реорганізовує Таврійський національний університет імені В. І. Вернадського в так званий Кримський федеральний університет імені В. І. Вернадського та розпускає факультет української філології та українознавства. Разом із тим Міністерство освіти і науки України достроково розриває контракт із ректором Миколою Багровим через його співпрацю з окупаційною владою, а у 2016 році якісно поновлює роботу ТНУ ім. В. І. Вернадського в Києві з новим ректором Володимиром Казаріном.

## Реорганізація

### Передісторія
Після призначення на посаду міністра освіти і науки України Оксен Лісовий оголосив про потребу модернізації системи закладів вищої освіти, зокрема подавши первісний законопроєкт восени 2023 року. З кінця 2023 року представники міністерства в інтерв'ю, статтях у медіа почали окреслювати передумови й причини розпочатої реформи, серед яких депопуляція у країні, низька наповнюваність і якість навчання у малих закладах тощо.

### Перебіг подій
У січні 2024 року через соціальні мережі та медіа почали поширювати проєкт Розпорядження Кабінету Міністрів України щодо реорганізації Таврійського національного університету імені В. І. Вернадського шляхом приєднання до Національного університету «Києво-Могилянська академія». Відповідно до проєкту, студентам-таврійцям мають забезпечити навчання за обраними спеціальностями та джерелами фінансування. Проєкт тоді перебував на стадії погодження з урядом і місцевою владою, а не остаточного рішення. 
Адміністрація Таврійського університету відреагувала різко негативно щодо пропозиції Міністерства освіти і науки України, запросивши представників міністерства на зустріч із трудовим колективом. В актовій залі університету 25 січня відбулась конференція щодо реорганізації вишу, на якій були присутні також заступник міністра освіти і науки Михайло Винницький, директор директорату фахової передвищої, вищої освіти Олег Шаров, президент НаУКМА Сергій Квіт.

Пізніше, 3 лютого, у Києво-Могилянській Бізнес Школі провели додаткову нараду за участі міністра освіти і науки Оксена Лісового, очільниці Мінреінтеграції Ірини Верещук, знявши питання реорганізації Таврійського університету з порядку денного до завершення 2024 року.
Вирішили дати шанс кримському освітньому вишу залишитись окремим закладом. Університет має подати Міносвіти нову стратегію, яка забезпечить його конкурентоздатність на ринку освітніх послуг.Також, звісно, саме Таврійський національний університет має бути центром для наукових розробок і підготовки кадрів для Криму, — писала у Facebook Ірина Верещук.

### Позиція Києво-Могилянської академії
На початку січня 2024 року Національний університет «Києво-Могилянська академія» анонсував відкриття Кримських студій, маючи за ідею і мету «створення академічного осередку, який був би покликаний об’єднати освітні та дослідницькі ініціативи, а також вивести на новий рівень ґрунтовне вивчення Криму». Міністерство освіти і науки України при реорганізації Таврійського університету планує зосередити значні ресурси на новостворений центр. 
Навколо цього центру створено і центр спілкування кримських татар, і кримчан загалом. І тому це було логічно. Нам було дуже важливо, щоби Таврійський національний університет був приєднаний до іншого національного університету, — заступник міністра освіти і науки Михайло Винницький на запит «УП. Життя».
Хоч президент НаУКМА Сергій Квіт підтримує ідею модернізації мережі закладів вищої освіти України, але запевняє, що академія не виступає ініціатором об'єднання.
У планах НаУКМА є створення кримських студій. Це має бути міждисциплінарний центр, присвячений Криму. Він потрібний, щоб виховувати людей, які вміли б формувати політику українців стосовно АРК. Там також має бути кримськотатарська тематика: мова, культура, історія. Проблема полягає в тому, що для створення центру потрібно мати «критичну масу» науковців, проте знайти таку кількість викладачів в університетах складно, — Сергій Квіт на зустрічі зі студентами 30 січня 2024 року, повідомляє «Спудейський вісник».

## Навчання
| Рік       | 2018 | 2019   | 2020   | 2021   | 2022   | 2023   |
| --------- | ---- | ------ | ------ | ------ | ------ | ------ |
| Студентів | 2442 | 2623 ▲ | 2427 ▼ | 3136 ▲ | 1945 ▼ | 2125 ▲ |

### Університет
Здобути вищу освіту можна серед гуманітарних наук: середня освіта, філологія (українська, кримськотатарська, польська, англійська, німецька, французька, арабська, турецька, іврит), журналістика, історія та археологія, культурологія, філософія; з технічних: комп’ютерні науки та інженерія, теплоенергетика тощо. Також у закладі вивчають менеджмент, психологію, готельно-ресторанну справу, економіку, право; практикують музичне мистецтво.
| Рік            | 2018    | 2019     | 2020     | 2021    | 2022    | 2023    | 2024    | 2025    |
| -------------- | ------- | -------- | -------- | ------- | ------- | ------- | ------- | ------- |
| Євроосвіта     | 129/200 | ▼146/200 | ▲125/200 | ▲77/200 | ▲60/200 | ▲42/200 | ▼71/200 | ▼75/200 |
| Консолідований | –       | 165      | 165      | ▲38     | ▲32     | ▼37-38  | ▼47     | ▼55     |
| Webometrics    | –       | –        | –        | –       | –       | 81      | ▲77     | ▼78     |

Таврійський національний університет імені В. І. Вернадського має іншу, порівняно з доокупаційним станом, структуру. До складу закладу, окрім різних керівних відділів, входять: Навчально-науковий гуманітарний інститут, Навчально-науковий інститут філології та журналістики, Навчально-науковий інститут управління, економіки та природокористування, Навчально-науковий інститут муніципального управління та міського господарства, Навчально-науковий інститут «Академія мистецтв імені С. С. Прокоф’єва» й Загальновузівська кафедра фізичного виховання, спорту та здоров’я людини. Саме ці підрозділи навчають студентів рівня бакалаврату, магістратури чи аспірантури.
В університеті планують ввести підготовку фахівців за новою освітньою програмою «Японська, англійська мови та переклад».

### Коледж
До складу Таврійського національного університету також входить Київський фаховий коледж міського господарства. Спочатку коледж постав у 1946 році як технікум, коли в післявоєнних умовах «не вистачало приміщень, не було ні підручників, ні обладнання, ні зошитів». Учні навчались і працювали на відбудові міста, зокрема в царині міського електротранспорту. Тривалий період (1946 — 1951 рр.) заклад не мав власного приміщення, згодом у 1951 році на Бастіонній, 6, у 1962 році на Боєнській, 33 (нині — вул. Джона Маккейна) були виділені окремі будівлі, де освітяни змогли практикуватись у постійних кабінетах. У 1998 році технікум було реорганізовано в Київський коледж міського господарства Академії муніципального управління, а після тимчасової окупації Криму у 2016 році приєднують до ТНУ імені В. І. Вернадського, як відокремлений структурний підрозділ.
Нині в коледжі можна здобути освіту технічного спрямування: комп'ютерна інженерія, будівництво та цивільна інженерія, електроенергетика, архівна справа тощо.

## Відомі особистості
- Бекір Чобан-заде (15 травня 1893 — 12 липня 1937) — кримськотатарський вчений-тюрколог, поет та письменник, декан факультету сходознавства Таврійського університету (1920), репресований радянською владою (1937)[69][70].
- Мустафа Бекіров[ru] (1900 — 1975) — кримськотатарський культурний діяч, мовознавець, видавець, ректор Таврійського університету (1934—1937), провів у засланні 18 років на Сибіру за звинуваченням у контрреволюційній діяльності[71].
- Андрій Щекун (нар. 28 грудня 1973) — журналіст, громадський діяч, видавець, випускник Таврійського і нині співкоординатор Центру реінтеграції та розвитку Криму[72].
- Ігор Дідковський (нар. 22 липня 1966) — філософ, меценат, підприємець, Голова Наглядової ради Таврійського[73], засновник музею «Родовід»[74][75] і стипендії для відібраних студентів[76] в університеті.
- Гульнара Абдулаєва (нар. 26 березня 1979) — кримськотатарська історикиня, випускниця Таврійського, авторка книги «Історія Криму. Коротка оповідь великого шляху»[77].
- Гаяна Юксель (нар. 25 травня 1976) — кримськотатарська журналістка, членкиня Меджлісу кримськотатарського народу, доцент кафедри журналістики Таврійського університету.
- Юрій (Амір) Радченко — історик, фахівець юдаїки та Голокосту на території України, співзасновник і директор Центру дослідження міжетнічних відносин Східної Європи[78], викладач Таврійського.

## Цікаві факти
- Заклад часто позиціонує себе як перший університет європейського типу на території Криму, проте на півострові також існували медресе́ (крим. medrese), які слугували середньою і вищою школою для мусульман, наприклад Зинджирли́-медресе́ (крим. Zıncırlı medrese) від 1500 року в Салачику (нині місцевість Бахчисарая).
- Незважаючи на деякі міфи, Володимир Вернадський короткотривало був саме другим ректором (1920–1921 рр.), а не першим або засновником. В історії закладу відомий тим, що виступав за широку самоврядність університету.
- Історична й теперішня назва походить від топоніма Таврія (грец. Ταυρίς, Ταυρίδα), яким називали однойменну губернію в Російській імперії відповідного до грецького проєкту. Інколи громадські діячі висувають пропозицію перейменувати заклад на Кримський національний університет імені В. І. Вернадського, оскільки такий варіант відображатиме самоназву киримли.

|                                                       |  |  |
| Ювілейна монета, присвячена Таврійському університету |  |  |

- У 2018 році Національний банк України до сторіччя від заснування і відкриття Таврійського університету випустив ювелійну монету номіналом 2 гривні, поповнивши серію пам'ятних монет «Заклади вищої освіти України».
- У 2024 році група студентів-випускників зареєструвала громадську організацію «Таврійське братство»[79], яка ставить за мету «сприяння пізнанню молоді гуманітарної освіти як основи громадянської самосвідомості»[80][81].